# الحرب الحديثة المبكرة

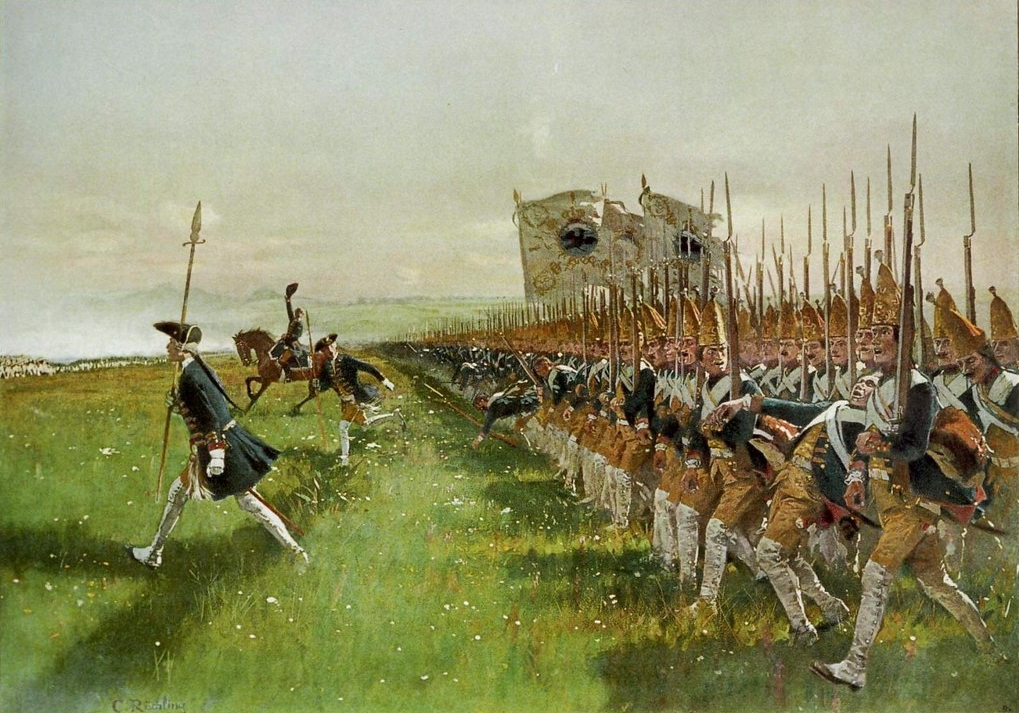
هجوم مشاة الجيش البروسي، لوحة تاريخية من 1913 لكارل روشلنغ تصور معركة هوينفريدنبيرغ في 1745.

ترتبط الحرب الحديثة المبكرة ببدء استخدام البارود على نطاق واسع وتطوير أسلحة مناسبة كي تستخدم في المتفجرات، بما في ذلك المدفعية والأسلحة النارية؛ لهذا السبب يُشار إلى هذه الحقبة أيضًا باسم عصر حرب البارود (مفهوم طرحه مايكل روبرتس في الخمسينيات من القرن العشرين). تُعتبر هذه الفترة بأكملها مندرجة ضمن عصر الشراع، والتي هيمنت بشكل خصوصي على التكتيكات البحرية في العصر، بما في ذلك استخدام البارود في المدفعية البحرية.
كانت جميع القوى العظمى في أوروبا وإمبراطوريات البارود الإسلامية تخوض بفعالية العديد من الحروب طوال هذه الفترة، والتي جُمعت وفقًا للجغرافيا والتسلسل الزمني على النحو التالي:
- الحروب الدينية في أوروبا بين عامي 1520 و1640 (بما في ذلك حرب الثلاثين عامًا وحرب الثمانين عامًا وحرب الممالك الثلاث)، والحرب الفرنسية الإسبانية (1635-1959)، وحروب الشمال، والحروب البولندية السويدية، والحروب الروسية السويدية؛
- الحروب الروسية التركية، والحروب العثمانية الهابسبورغية، والحروب العثمانية الأخرى في أوروبا.
- في القرن الأفريقي (شبه الجزيرة الصومالية)، وغزو سلطنة العدل لإثيوبيا، ومشاركة المماليك والعثمانيين والبرتغاليين.
- في آسيا، الحرب الفارسية البرتغالية، وحملات نادر، وغزوات المغول، والحملات الصينية العشر الكبرى، والحروب الإنكليزية الميسورية؛
- طوال القرن الثامن عشر، كانت هناك «حرب المئة عام الثانية»، وهي عبارة عن مصطلح يضم حرب التسع سنوات، وحرب السبع سنوات، وحرب الخلافة الإسبانية، وحرب الخلافة النمساوية، وحرب الاستقلال الأمريكية (الحرب الثورية الأمريكية)، والحروب الثورية الفرنسية، والحروب النابليونية في أواخر الثامن عشر إلى أوائل القرن التاسع عشر والتي تمثل نهاية هذا العصر.

## استخدام البارود قبل نهاية القرن السادس عشر

### أصول البارود
يبدو أن الأشكال الأولى من البارود قد اكتشفها الخيميائيون الصينيون الذين كانوا يدرسون طول العمر وتحويل المعادن. اختُبرت العديد من الاختراعات وافتُرضت خلال القرون التي سبقت أول سجل رسمي نُشر عام 1044 من قِبل ويجن زونغياو. واصلت الصين الريادة في ابتكار البارود للقرنين التاليين. عُثر على نسب متفاوتة وأنواع نقية من النترات والكبريت والفحم، مما أسفر عن معدلات مختلفة من الاحتراق والانفجار كانت فعالة في استخدامات مختلفة. طُورت مجموعة واسعة من سهام النار، والمواد الحارقة، والقنابل، بالإضافة إلى استخدام الصواريخ النارية، أول سلاح ناري فعال، من قِبل قوات سونغ الصينية ضد أسرة جين خلال حصار ديان عام 1132.

### انتشار أسلحة البارود
يرجع تاريخ أول مدفعية يدوية من البرونز إلى عام 1288، خلال عهد أسرة يوان المنغولية في الصين.
شُنت حرب البارود في غزوات المغول لليابان عام 1274 و1281 وتحديدًا في شكل قنابل متفجرة أُطلقت من المناجيق ضد جنود العدو. تحتوي اللفائف اليابانية على رسوم توضيحية للقنابل التي استخدمتها قوات يوان المنغولية ضد الساموراي الفرسان. تتضمن الأدلة الأثرية لاستخدام البارود اكتشاف قذائف متعددة القنابل المتفجرة في حطام سفينة تحت الماء قبالة شاطئ اليابان، إذ قدمت الأشعة السينية دليلًا على احتوائها على البارود.
في عام 1326، ظهرت أول صورة أوروبية معروفة لبندقية في مخطوطة كتبها والتر دي ميلمتي. في عام 1350، كتب بتراركا أن وجود المدافع في ساحة المعركة «كان شائعًا ومألوفًا مثل الأنواع الأخرى من الأسلحة».
لعبت المدفعية المبكرة دورًا محدودًا في حرب المئة عام، وأصبحت لا غنى عنها في الحروب الإيطالية في الفترة من عام 1494 وحتى 1559. جلب تشارلز الثامن معه، أثناء غزوه لإيطاليا، أول قطار متنقل لفك الحصار، وهو عبارة عن مدافع كولفرين وقنابل مثبتة على عربات بعجلات يمكن نشرها ضد معقل العدو فور وصوله.

#### البارود ثورة أم تطور؟
كانت أساليب الحرب في الصين مختلفة؛ إذ أنها كانت تعتمد بدرجة أقل على أسلوب حرب الحصار، لكنها كانت متنوعّة تبعًا للأقاليم التي يندلع فيها الصراع في الصين. في جنوب الصين، كانت قوّتهم ترتكز على قوّات المُشاة والقوّات البحرية مما جعل من الصعب عليهم الانخراط في حرب الفرسان كما كان أسلوب الحرب التقليدي في الصين يقتضي. في وسط الصين كان أسلوب حرب الحصار شائعًا في المدن المسورّة على ضفاف الأنهار مما جعل من الصعب استخدام سلاح الفرسان في هذه المناطق. من ناحيةٍ أخرى، كانت التحصينات في الصين تنطوي على تشييد أسوار مصنوعة من تراب مدكوك مضادة للحريق وقادرة على مقاومة أضرارٍ أكثر من الأسوار الأوروبية. لعبت الطريقة التي شُيّدت فيها الأسوار دورًا في فعالية دفاعها، حيث بُنيت أسوار الصين بزاوية منحدرة أدّت بدرجة كبيرة إلى انحراف المقذوفات وجعلت من الصعب تعرّضها لأضرارٍ جسيمة. عندما سعت الحضارات الأوروبية إلى تعزيز دفاعاتها ضد نيران المدفعية، أصبحت تميل إلى تشييد أسوار صينية. إن تحصين الضواحي في الصين جعل من الصعب مواصلة إطباق حصارٍ مُحكم، لكن الأهم من ذلك أن هذا التحصين يجعل من العسير على الأعداء المُمتطين من حضارات البدو شنّ هجمات على المدن المسوّرة. في شمال الصين، كان نمط حرب الفرسان سائدًا في الصراعات بسبب الهجمات التي كانت تشنّها خيّالة الحضارات البدوية. طوّرت مختلف أنواع أساليب الحرب واتّسقت في المنطقة تقنية بنادق البارود. ركّزت أساليب الحرب في الصين، التي تنطوي على التعامل مع الأعداء المُمتطين، على أسلحة الصراع التي تتعامل مع الأعداء الممتطين الذين يتصرّفون بسرعة والذين كانوا قادرين على الانتشار سريعًا مما يجعل إعادة تلقيم البنادق عمليةً بطيئة غير فعّالة. ومع ذلك، هذا لا يعني أن الصين لم تستخدم البنادق والبارود. استخدمت أسرة مينغ البنادق لمواجهة أعداد كبيرة من الأعداء البدو، إذ عمدت على إجراء تحسينات عديدة على بنادقها بغية أن تصبح أكثر كفاءة ولكن تطوير الأسلحة هذا توقّف ببطء في حوالي القرن الخامس عشر. يتماشى التراجع في الابتكار جنبًا إلى جنب مع تراجع الصراعات الكبرى في أقاليم الصين بحلول القرن السادس عشر، إذ جرى استخدام الكثير من الأسلحة لصالح النظام المحلي وبهدف هزم الأعداء الثانويين منذ أن بسطت أسرة مينغ سيطرتها على أقاليم الصين. لكن أوروبا الغربية بين القرن الرابع عشر والخامس عشر كانت تدور فيها حرب متواصلة بين العديد من الحضارات التي تصنّع ابتكارات البارود للمساعدة في صراعاتها التي تؤدّي إلى التوصّل لاختراعاتٍ مثل المدفعية لخرق الأبنية المُحصّنة. يناقش علماء مثل تونيو أندرادي أن الاختلافات في وتيرة الحرب وتحصينها تفسّر اختلاف تقنية البارود، بينما يناقش باحثون آخرون أن دمج البارود في الوحدات العسكرية يوضح الأفضلية التي تمتّعت بها أوروبا الغربية في تطوير تقنية البارود.
يثير التقدم في ثورة البارود التي عاشتها أوروبا الغربية حوالي القرن الخامس عشر شرارة جدل علمي حول ما إذا كان البارود ثورة عسكرية كبرى أم مجرد عنصر من عناصر التطورات العسكرية الأوسع. عادةً ما تركز النقاشات على أوروبا الغربية ولكن يؤكد باحثين أمثال تونيو أندرادي أن هذا ينطوي على حضارات أخرى أيضًا، مشيرًا إلى أن الحضارة العثمانية في القرن الرابع عشر قد أنشأت إلى جانب الحضارات الأوروبية ترسانة من الأسلحة مختلفة عن تلك التي أنتجها الصينيون. يفسر علماء أمثال أندرادي أن معرفة الأسلحة والبارود وحدها لم تكن هي التي أعطت أوروبا الغربية ميزة في الحرب؛ إذ كان هذا حصيلة العديد من العناصر، من ضمنها ثقافة الحرب، والفرق في التحصين، تكرار الحروب.
كان أحد العناصر المهمة وفقًا للباحثين مثل تونيو أندرادي عن اختلاف أسلحة البارود بين أوروبا الغربية والحضارات مثل الصين هو أنماط الحرب المختلفة التي اندلعت في تلك المناطق. كانت حضارات أوروبا الغربية قادرة على بناء العديد من الابتكارات ضمن تكنولوجيا الأسلحة التي تعتمد على المساحيق بسبب تكتيكات الحصار التي كان هدفها تدمير بنية المعمارية المحددة للحضارات الأوروبية. شملت الحرب الأوروبية الغربية خلال القرن الرابع عشر وحتى القرن السادس عشر مهاجمة المباني المحصنة بشدة باستخدام المدفعية التي تهدف إما إلى تدمير جدران الحصون بالكامل أو التسبب في إشعال النيران في الجدران التي يمكن أن تنتشر على طول دفاعات التحصين.

## أوروبا

### بداية التحصينات متعددة الاضلاع
شهدت الفترة بين 1500-1801 تقدمًا سريعًا في تقنيات التحصين في أوروبا. في حين اعتمدت القلاع التي تعود إلى القرون الوسطى على جدران عالية لمنع المهاجمين، كان على التحصينات المبكرة مقاومة القصف المدفعي. للقيام بذلك، طور المهندسون نمطًا من الحصن يُعرف باسم «النمط الإيطالي». كان لهذه القلاع جدران سميكة ومنحدرة بإمكانها إما تمتص أو تحرف مسار القذيفة.
بالإضافة إلى ذلك، كانت هذه القلاع على شكل نجوم، مع وجود معاقل بارزة في الزوايا الحادة. كان هذا للتأكد من أن كل معقل يمكن أن يتلقى الدعم من نيران المعقل المجاور له، دون ترك أي «أرض ميتة» للمهاجم كي يحتمي بها. سرعان ما ألغت هذه التحصينات الجديدة المزايا التي وفرها المدفع للمحاصرين.

### الأسلحة النارية
تضاءلت قوة الارستقراطيات تجاه الدول في جميع أنحاء أوروبا الغربية خلال هذه الفترة. لم تعد القلاع الارستقراطية التي يعود تاريخها من 200 إلى 400 عام توفر دفاعات مفيدة ضد المدفعية. تراجعت أهمية النبلاء في الحرب أيضًا، إذ فقد سلاح الفرسان الثقيل في العصور الوسطى دوره المركزي في المعركة. بدأ سلاح الفرسان -الذي يتكون من فرسان مدرعين- يتلاشى في العصور الوسطى المتأخرة. أثبت القوس الإنكليزي الطويل والبايك (سلاح بنهاية حادة مدببة وحربة طويلة جدًا) السويسري قدرتهما على تدمير قوات مسلحة أكثر من الفرسان. ومع ذلك، فإن الاستخدام الصحيح للقوس الطويل يتطلب من المستخدم أن يكون قويًا للغاية، مما يجعل من المستحيل جمع أعداد كبيرة للغاية من الرماة.

### إلغاء ألواح الدروع
في جميع المعارك الأوروبية الكبرى فعليًا خلال فترة 250 عامًا (1400 إلى 1650)، كان العديد من الجنود يرتدون دروعًا كبيرة من الألواح، وهذا يشمل جنود المشاة (عادةً حاملي البايك) وتقريبًا جميع القوات الفرسان. كان من المتوقع أن تغير دروع اللوح من مسار الأسلحة الحادة وتوقف رصاص بندقية القربيبنة (بندقية قديمة الطراز) أو رصاص المسدس التي أُطلقت من مسافة بعيدة، وعادةً ما كانت تنجح في ذلك. يبقى استخدام درع الألواح كمضاد للأسلحة النارية ناجحًا طالما بقيت سرعة ووزن الرصاصة منخفضة جدًا، ولكن بمرور الوقت، تفوقت الزيادة في القوة والفعالية المتزايدة للأسلحة النارية على تطور الدفاعات وأبطلتها، مثل بندقية زناد حجر الصوان (التي دخلت حيز الاستخدام بعد عام 1650) والتي يمكن أن تقتل رجلًا مدرعًا على بُعد 100 ياردة (على الرغم من الدقة المحدودة)، وكان الدرع الضروري للحماية من مثل هذا التهديد ثقيلًا ومن الصعب تحمله لدرجة أنه لا يمكن أن يكون عمليًا.

## معرض صور

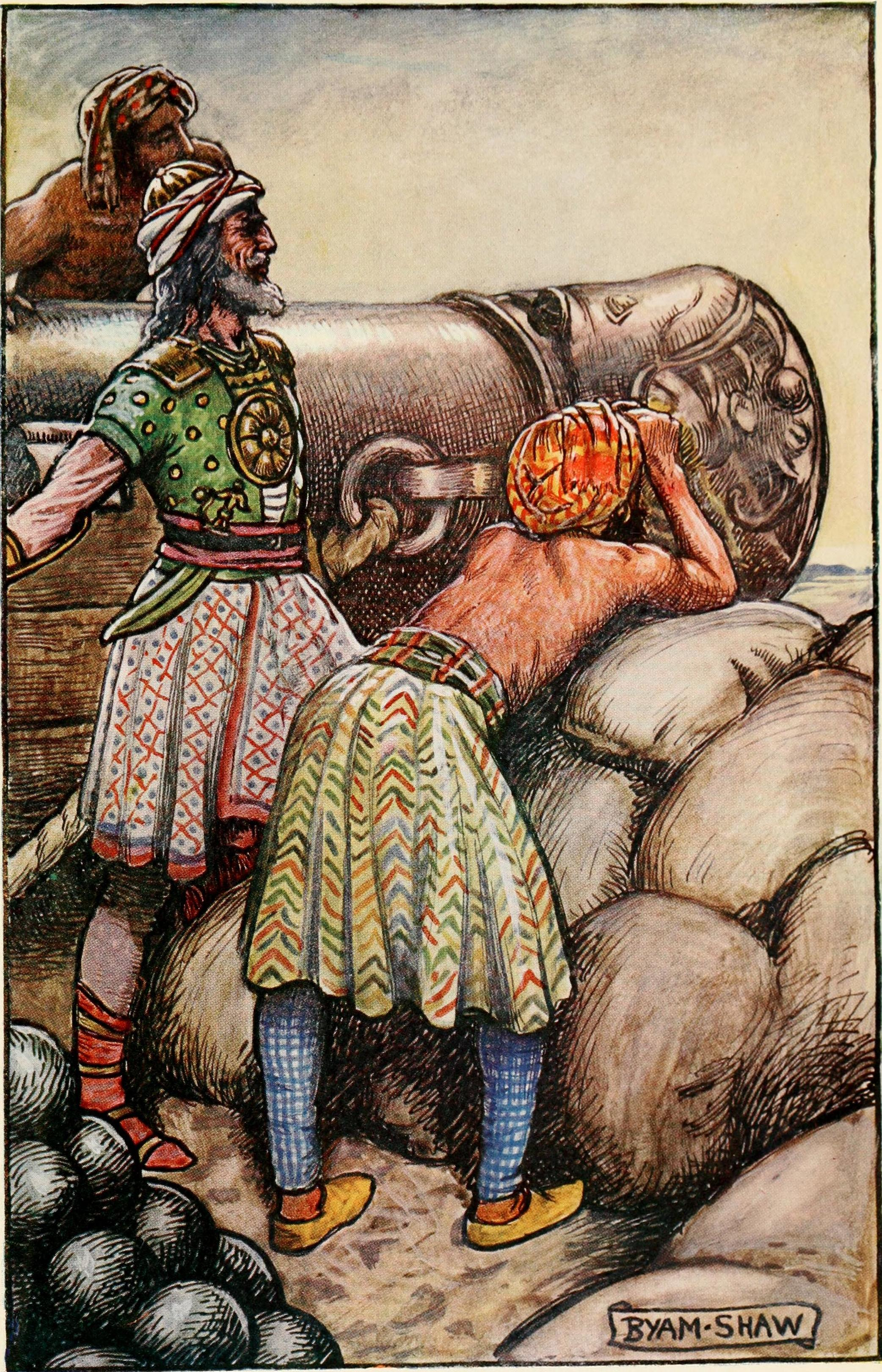
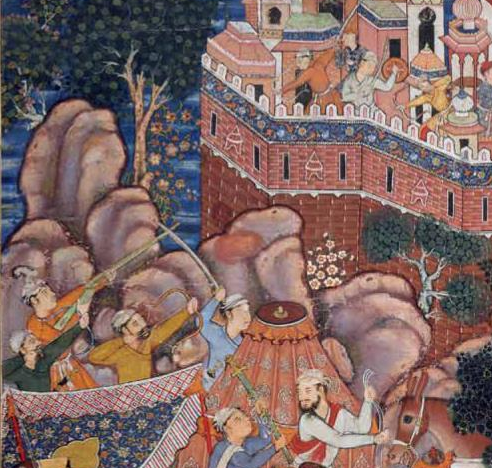
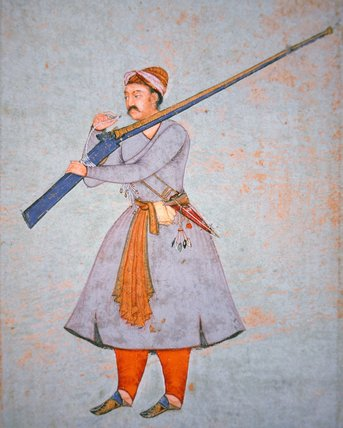